# Asperula sordide-rosea
Asperula sordide-rosea là một loài thực vật có hoa trong họ Thiến thảo. Loài này được Popov mô tả khoa học đầu tiên năm 1916.